# Shahrestān di Ardakan

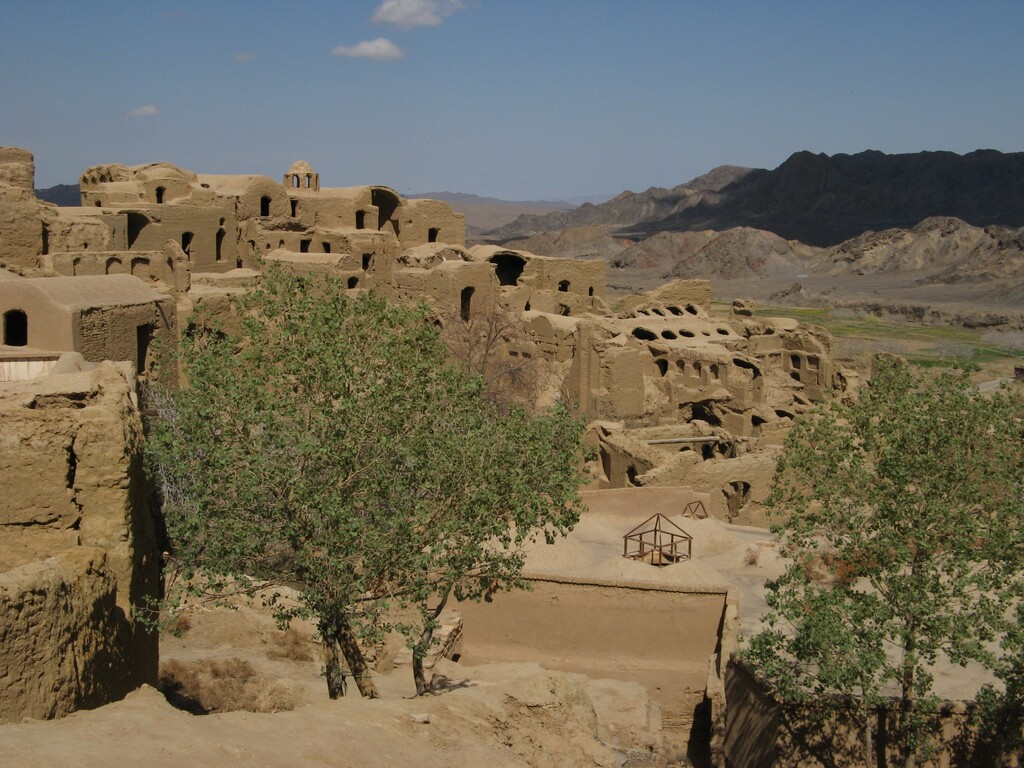
Il villaggio di Kharanaq

Lo shahrestān di Ardakan (farsi شهرستان اردکان) è uno degli 11 shahrestān della provincia di Yazd, il capoluogo è Ardakan. Lo shahrestān è suddiviso in 3 circoscrizioni (bakhsh): 
- Centrale (بخش مرکزی) con le città di Ardakan e Ahmadabad.
- Kharanaq (بخش خرانق), dove si trova la città-fantasma di Kharanaq.
- 'Aqda (بخش عقدا)